# Cape Cod Morning
Cape Cod Morning (en français, Matin à Cap Code) est une peinture à l'huile sur toile réalisée par l'artiste américain Edward Hopper en 1950 et conservée depuis son acquisition au Smithsonian American Art Museum par un don de la Sara Roby Foundation en  1986. 

## Description
Réalisé à Truro « rapidement sans aucune interruption en octobre 1950 d'après les croquis fait à Orleans », la composition est occupée à gauche par le bow window d'une maison qui ne laisse apercevoir de la façade que les bardages  blancs et les volets noirs. Une femme blonde en robe de coton rose regarde fixement par la baie de face, avec une pose tendue vers la droite de la composition, rivée à un détail en hors-champ. La partie droite est occupée par une haie d'arbustes et l'herbe jaune au sol recevant la lumière rasante du matin. Quelques touches de couleur complètent la palette : abat-jour et murs intérieurs jaunâtres, sièges tapissés bleu-vert, ciel et nuages bleus. Le bow window, déjà utilisé entre autres cinq ans auparavant par le peintre dans August in the City, reste un motif récurrent pour Hopper.

## Analyse
La posture de la femme crée une impression anxieuse, opposant son espace mental intérieur et le monde extérieur. Une composition dans laquelle se mêlent solitude, inquiétude, opposition édifice et nature, comme dans beaucoup de tableaux de Hopper. Si Hopper y voit « tout simplement » une femme qui regarde à sa fenêtre, Jo décrit le tableau dans ses notes comme une femme qui « regarde à la fenêtre afin de voir s'il fait assez beau pour pendre son linge à l'extérieur », analyse que son mari réfute sans doute pour conserver le mystère de sa composition.